# Wierna rzeka (film 1936)
Wierna rzeka – film polski z 1936 r. w reżyserii Leonarda Buczkowskiego, będący adaptacją powieści Stefana Żeromskiego o tym samym tytule.

## Treść
Akcja filmu toczy się w 1864 roku w końcowej fazie powstania styczniowego. Ranny powstaniec, Odrowąż, ścigany przez rosyjskich dragonów, ostatkiem sił dociera do domostwa rządcy Brynickiego. Schronienia udziela mu Mija Brynicka, córka rządcy. Między Odrowążem i Miją rodzi się uczucie.

## Główne role
- Barbara Orwid (Mija Brynicka)
- Jadwiga Andrzejewska (córka karczmarza)
- Amelia Rotter-Jarnińska (księżna Odrowążyna)
- Mieczysław Cybulski (książę Odrowąż)
- Franciszek Brodniewicz (rotmistrz Wiesnicyn)
- Kazimierz Junosza-Stępowski (Olbromski)
- Józef Węgrzyn (major)
- Józef Orwid (Szczepan, sługa Brynickiej)
- Jerzy Leszczyński (doktor)
- Stanisław Sielański (wachmistrz)
- Jerzy Rygier (ojciec Mii Brynickiej)
- Zygmunt Chmielewski (karczmarz)